# Uscana alami
Uscana alami är en stekelart som beskrevs av Yousuf och Shafee 1988. Uscana alami ingår i släktet Uscana och familjen hårstrimsteklar. Inga underarter finns listade i Catalogue of Life.